# Jean Hector Legros
Pour les articles homonymes, voir Hector (homonymie).
Jean Hector Legros, né le 25 janvier 1768 à Tromarey (Haute-Saône), mort le 5 novembre 1837 à Paris, est un général français de la Révolution et de l’Empire.

## États de service
Il entre en service le 7 novembre 1792 comme capitaine de grenadiers dans le 7e bataillon de volontaires du Calvados, et le 22 juillet 1793, il est désigné chef de bataillon à Niort par les représentants du peuple. Il reçoit trois blessures graves à l’affaire de Cholet le 17 octobre 1793, à Laval le 22 octobre et à Angers le 4 décembre.
Il est nommé adjudant général chef de brigade provisoire le 26 octobre 1793, et il est confirmé dans son grade le 12 janvier 1795, alors qu’il est employé à l’Armée des Pyrénées occidentales. Après le traité de Bâle, il est affecté à l’armée des côtes de l’Océan, et le 9 janvier 1797, il rejoint l’armée d’Italie. Il est blessé le 19 mars 1797, à la prise de Gradisca, et il est suspendu le 20 octobre 1798.
Il est remis en activité le 4 août 1799, il se distingue pendant le siège de Gênes d’avril à juin 1800, et notamment aux journées des 7 avril et 30 avril, où à la tête de sa brigade, il tue dans la première un bon nombre d’ennemis, prend un convoi de 60 000 cartouches et fait prisonnier le général baron d’Aspres avec la plus grande partie de son régiment. Dans la seconde journée, où il est blessé, il enlève aux autrichiens les échelles préparées pour l’assaut, et fait mettre bas les armes à un bataillon ennemi après s’être emparé de son drapeau.
Il est promu général de brigade provisoire le 21 mai 1800, par le général en chef Masséna, en récompense de sa conduite. Il est blessé gravement d’un coup de feu à la cuisse gauche le 24 mai suivant, en combattant à la tête des 106e, 97e et 24e demi-brigade d’infanterie, et il reçoit un coup de poignard dans le flanc gauche le 6 juillet 1800 en pleine rue à Milan par des sbires soudoyés pour assassiner les français. 
Renvoyé à Paris pour faire sa convalescence, il est mis en non activité le 23 septembre 1801, pour cause de blessures, il fait néanmoins partie de l’état-major général de l’armée. Il est fait officier de la Légion d’honneur le 15 juin 1804.
Le 26 septembre 1806, il reprend du service à l’armée d’Italie, comme adjudant général, son grade de général de brigade ne lui ayant pas été confirmé. Pendant la campagne de 1807, il se distingue au siège de Colberg, où dans la journée du 1er juillet, à la tête du 93e régiment d’infanterie, de deux bataillons d’italiens et du 2e régiment de hussards hollandais, il enlève sous le feu très vif de l’ennemi toutes les redoutes de la gauche de cette place ainsi que 14 pièces de canon avec leurs caissons, et vient ainsi prendre position jusque sous ses murs. Chargé de la défense des îles d’Usedom et de Wolin, il repousse les Anglais à deux reprises, et il est blessé à la prise de Stralsund le 21 août 1807.
Le 1er juin 1808, il est affecté au 6e corps de la Grande Armée, et il se rend à Glogau, mais il reçoit deux blessures, un coup de mitraille à la main droite et un balle restée dans la cuisse gauche, le force à demander sa retraite, qu’il obtient le 2 février 1809.
Il se retire en Italie, et il est employé en 1813, à l’armée d’observation sous les ordres du général verdier comme chef d’état-major de la lieutenance, et il se distingue d’une manière particulière le 16 septembre à Saint-Ermagore, dont il s’empare après une défense opiniâtre des autrichiens, qui chassés de la ville après des pertes considérables furent obligés de repasser la Draves.
Rentré en France à la seconde restauration, il meurt le 5 novembre 1837 à Paris.

## Sources
- (en) « Generals Who Served in the French Army during the Period 1789 - 1814: Eberle to Exelmans »
- A. Lievyns, Jean Maurice Verdot, Pierre Bégat, Fastes de la Légion-d'honneur, biographie de tous les décorés accompagnée de l'histoire législative et réglementaire de l'ordre, volume 5, Bureau de l’administration, 1844, 575 p. (lire en ligne), p. 405.
- (pl) « Napoléon.org.pl »